# Pico Espadas
Pico Espadas (fr. Pic d'Espadas, patués Pico Espades) – szczyt w Pirenejach. Leży w Hiszpanii, w prowincji Huesca, w regionie Aragonia, blisko granicy z Francją. Należy do podgrupy Benasque w Pirenejach Centralnych.
Pierwszego wejścia dokonali Louis i Margalide Le Bondidier w 1906 r.